# Rio Caru
O rio Caru é um rio brasileiro que faz parte da Terra Indígena do Caru, situada nos município de Bom Jardim e São João do Caru, no estado do Maranhão. 
É o afluente mais importante do Rio Pindaré, ajudando a formar um dos maiores rio do estado. Também divide o território da cidade de São João do Caru com a Terra Indígena. É essencial para pelo menos 10 municípios maranhenses. 